# 西宮湯川記念賞
西宮湯川記念賞（にしのみやゆかわきねんしょう）とは、理論物理学における研究を奨励するため、若手研究者（40歳未満）の顕著な研究業績に対して贈られる賞。若手理論物理学者の中で登竜門として位置づけられるもので、理論物理学の物性、素粒子、原子核、宇宙の4分野のうちから選ばれる。湯川秀樹がノーベル物理学賞を受賞する事になる中間子論の論文を、西宮市苦楽園に在住していた1934年に執筆していた事を記念して、西宮市が実施している。賞状・楯・賞金が贈呈される。

## 受賞者
- 2024年
  - 森本高裕 : 物質中の幾何学に駆動された非線形応答現象の理論的研究
- 2023年
  - 仏坂健太 : 中性子星合体に伴う電磁波対応天体の理論的研究
- 2022年
  - 山本直希 : カイラル運動論の構築と応用
- 2021年
  - 吉田紅 : 量子情報理論に基づくホログラフィック双対模型の構成
- 2020年
  - 塩崎謙 : トポロジカル結晶絶縁体・超伝導体の分類理論
- 2019年
  - 村瀬孔大 : 高エネルギーニュートリノを軸にしたマルチメッセンジャー観測に基づく宇宙粒子物理学の先駆的研究
- 2018年
  - 小林努 : 最も一般的な単一場インフレーション宇宙論の構築
- 2017年
  - 深谷英則 : カイラル対称性の自発的破れと質量の起源の研究
- 2016年
  - 日髙義将、渡邉悠樹 : 一般化された南部・ゴールドストーンの定理の確立
- 2015年
  - 沙川貴大 : 情報熱力学の構築
- 2014年
  - 立川裕二 : 次元の異なる場の量子論の間に成り立つ対応関係の発見
- 2013年
  - 高柳匡、笠真生 :  ホログラフィック原理を用いた量子もつれの研究
- 2012年
  - 福嶋健二 :  ハドロン物質からクォーク物質への相転移の理論的研究
- 2011年
  - 古澤力 :  カオス力学系モデルによる細胞分化の理論的研究
- 2010年
  - 小松英一郎 : 宇宙マイクロ波背景輻射を用いた初期宇宙理論の検証
- 2009年
  - 平野哲文 : 相対論的流体力学に基づくクォーク・グルーオン・プラズマの研究
- 2008年
  - 笹本智弘 : 非平衡定常系における確率的模型の厳密解
- 2007年
  - 諸井健夫 : グラビティーノの宇宙論的影響の研究
- 2006年
  - 肥山詠美子 : 量子少数粒子系の精密計算法の開発とハイパー原子核への応用
- 2005年
  - 白水徹也 : ブレーン宇宙上のアインシュタイン方程式
- 2004年
  - 古崎昭 : 相互作用する一次元電子系における電子伝導の研究
- 2003年
  - 柴田大 : 連星中性子星の合体によるブラックホールの形成
- 2002年
  - 村山斉 : 超共形不変性の量子異常によるゲージーノ質量生成機構
- 2001年
  - 杉山直 : 宇宙マイクロ波背景放射ゆらぎの研究
- 2000年
  - 石橋延幸 : 境界を持つ共形場の理論および行列模型による構成的超弦理論の研究
- 1999年
  - 小形正男 : 一次元強相関電子系の研究
- 1998年
  - 草野完也 : 電磁流体力学的最少エネルギー原理に基づく太陽フレア発現機構の研究
- 1997年
  - 初田哲男 : 核媒質中におけるハドロンの動的構造の研究
- 1996年
  - 岡田安弘、山口昌弘 : 超対称標準理論におけるヒッグス粒子の質量
- 1995年
  - 永長直人 : 強相関電子系のゲージ場理論
- 1994年
  - 阿久津泰弘、出口哲生 : 可解統計力学模型に基づく結び目理論
- 1993年
  - 筒井泉、原田恒司 : 量子異常を含むゲージ理論の量子論
- 1992年
  - 金子邦彦 : 結合写像格子の導入による時空カオスの研究
- 1991年
  - 大塚孝治 : 相互作用するボゾン模型による原子核の集団運動の研究
- 1990年
  - 加藤光裕、小川格 : 弦理論の共変的量子化
  - 中村卓史 : 数値的一般相対論
- 1989年
  - 小貫明 : 複合液体の動的理論
- 1988年
  - 柳田勉 : ニュートリノ質量と統一理論
- 1987年
  - 氷上忍 : アンダーソン局在へのくりこみ群の応用
- 1986年
  - 米谷民明 : 弦理論に基づく量子重力の研究